# Glaziovianthus
Glaziovianthus é um género botânico pertencente à família Asteraceae.
O género foi descrito por Graziela Maciel Barroso e publicado em Revista Brasileira de Biologia 7: 114. 1947. A espécie-tipo e Glaziovianthus purpureus
No sistema de classificação filogenética Angiosperm Phylogeny Website este género é indicado como sinónimo de Chresta Vell. ex DC..

## Espécies
Segundo o The Plant List, o género não possui nomes aceites. Os nomes indicados são listados como sinónimos:
- Glaziovianthus curumbensis (Philipson) MacLeish
- Glaziovianthus harmsianus (Taub.) Zardini
- Glaziovianthus purpureus G.M.Barroso
- Glaziovianthus speciosus (Gardner) MacLeish